# Franz Morthorst
Franz Wilhelm Morthorst (* 13. Dezember 1894 in Goldenstedt; † 6. Juli 1970 in Cloppenburg) war ein deutscher katholischer Geistlicher.

## Leben
Morthorst war der Sohn des Goldenstedter Bäckers Johann Heinrich Morthorst und dessen Ehefrau Anna Maria Caroline geb. Dierken. Er besuchte das Gymnasium in Vechta und begann ab 1913 ein Theologiestudium in Münster, das durch den Kriegsdienst im Ersten Weltkrieg unterbrochen wurde. Erst nach dem Ende des Krieges konnte Morthorst sein Studium abschließen und wurde am 18. Dezember 1920 in Münster zum Priester geweiht. Er war danach 1921 kurzzeitig Vikar in Ellenstedt, dann in gleicher Funktion von 1921 bis 1925 in Delmenhorst und anschließend bis 1936 in Vechta tätig. In Vechta war Morthorst außerdem ab 1925 Hauptschriftleiter der Oldenburgischen Volkszeitung, des Organs der oldenburgischen Zentrumspartei. Als grundsätzlich unpolitischer Mensch kümmerte er sich besonders um den kulturellen Teil der Zeitung, für den er zahlreiche Gedichte und Aufsätze in hochdeutscher und in plattdeutscher Sprache verfasste. Trotzdem geriet Morthorst ab 1932 durch seinen Kampf gegen die Nationalsozialisten in den Sog der Politik.
Im Oldenburger Landtagswahlkampf 1932 äußerte Carl Röver, der im Juni 1932 zum ersten NSDAP-Ministerpräsidenten Deutschlands gewählt wurde: „Da sitzt so ein Bursche von Morthorst an der Oldenburgischen Volkszeitung, dieser Lump, dieser Schuft, aber warte nur noch kurze Zeit, … dann werde ich ihm seine Setzmaschine zerschlagen … ich werde ihm die ganze Bude schließen, und zwar nicht mit Gewalt, sondern kraft Gesetz.“ Morthorsts entschiedener Widerstand führte dazu, dass die Volkszeitung bereits im Juli 1932 für vier Tage verboten wurde. Im Juli 1933 wurde Morthorst dann gezwungen, aus der Redaktion auszuscheiden. Im September 1935 wurde er verhaftet und für drei Wochen inhaftiert, weil er nationalsozialistische Plakate vom Vechtaer Kolpinghaus abgerissen hatte. 1936 kam er als Vikar nach Visbek und bemühte sich dort weiterhin nationalsozialistische Angriffe gegen die katholische Kirche, die katholischen Schulen und Vereine abzuwehren. Als er sich hier für die im Verlauf des Goldenstedter Schulstreiks verhafteten Männer einsetzte, wurde er von der Gestapo als Hauptunruhestifter im katholischen Münsterland bezeichnet, aus dem Oldenburger Land verwiesen und im September 1938 von der Polizei nach Münster gebracht. Von dort erhielt er kurze Zeit später eine Seelsorgestelle in Warendorf.
Nach dem Ende der nationalsozialistischen Herrschaft kehrte er 1946 als Kaplan nach Cloppenburg zurück und engagierte sich vor allem in der katholischen Arbeiterbewegung, in den Kolpingfamilien und im Katholischen Arbeitnehmer-Bund. Daneben betätigte er sich auch in der Heimatbewegung und wurde durch seine plattdeutschen Morgenansprachen im Rundfunk populär. Ab 1949 wirkte er auch als Synodalexaminator. 1956 erhielt er den Ehrentitel Päpstlicher Geheimkämmerer.
Zu den wesentlichen Prägungen seines theologischen Denkens zählten die Theologien von Augustinus und John Henry Newman.